# Власов Володимир Дмитрович
Власов Володимир Дмитрович — український політик. Народився 13 березня 1950 в Макіївці.
Народний депутат України 3 скликання.

## Життєпис
Народився 13.03.1950 року в місті Макіївка, Донецька область; одружений; має доньку.

### Освіта
- Макіївський будівельний технікум (1965—1969), технік-механік;
- Донецький технікум рад. торгівлі;
- Харківський інститут інжененного комунального господарства (1976), інженер-економіст.

### Кар'єра
- 1969 — в.о. змінного майстра житлово-буд. комбінату, місто Єнакієве Донец. обл.
- 1969—1971 — служба в армії.
- 1971—1972 — слюсар житлово-буд. комбінату, м. Макіївка.
- 1972—1977 — механік, слюсар, Макіївський міськхарчоторг.
- 1977—1980 — інженер, майстер, начальник цеху, Макіївський житлово-буд. комбінат.
- 1980—1982 — майстер БУ «Домнабуд» тресту «Макіївбуд».
- 1982—1986 — учень прохідника, прохідник шахтобуд. упр. № 2, трест «Макіїввуглебуд».
- 1986—1987 — майстер-бригадир, майстер, слюсар-монтажник, майстер БМУ нафтоґазовидобувного упр. «Повхнафта» ВО «Башнафта», м. Коголим Тюменської обл.
- 1987—1998 — заступник начальника дільниці, прохідник шахтобуд. упр. № 2, трест «Макіїввугіллябуд».

## Політична діяльність
04.2002 — канд. в нар. деп. України, виб. окр. № 54, Донецька область, висун. Виборчім блоком політичних партій "Блок Віктора Ющенка «Наша Україна». За 2.20 %, 3 з 14 прет. На час виборів: Народний депутат України, безпартійний.
Народний депутат України 3 склик. 03.1998-04.2002, виб. окр. № 54, Донец. обл. На час виборів: прохідник шахтобудівельного управління № 2 тресту «Макіїввуглебуд», член КПУ. 
Член фракції КПУ (05.1998-07.2000), член групи «Солідарність» (з 07.2000). 
Член Комітету з питань екологічної політики, природокористування та ліквідації Чорнобильської катастрофи (з 07.1998).
Був  першим секретарем Макіївського МК КПУ.